# Шаблонизатор

Вход и выход шаблонизатора.

Шаблонизатор — программное обеспечение, позволяющее использовать шаблоны для генерации конечных документов с помощью декларативного языка разметки.
Основная цель использования шаблонизаторов — это отделение формы документа и данных от полученного в результате документа. Использование шаблонизаторов улучшает читаемость кода и внесение изменений.

## Примеры использования
Частный случай: простая подстановка значений

### Генерация HTML-страниц
Часто это необходимо для обеспечения возможности параллельной работы программиста и дизайнера-верстальщика.

### Генерация конфигурационных файлов
Используется для генерации конфигурационных файлов из составных шаблонов. К примеру в инструменте автоматизации ansible, который используется для развертывания приложений, настройки и оркестрации систем.